# Giovanni di Castri
Giovanni di Castri (Francavilla Fontana, 4 dicembre 1910 – Cirenaica, 9 dicembre 1940) è stato un militare italiano, ha partecipato alla Seconda guerra mondiale come capitano d'artiglieria in servizio permanente effettivo, ed è stato decorato con la medaglia d'oro al valor militare alla memoria.

## Biografia

Il presidente Luigi Einaudi appunta la MOVM al petto della sorella Pia di Castri

Discendente da antica famiglia pugliese, nacque a Francavilla Fontana, provincia di Brindisi, il 4 dicembre 1910, figlio dell'avvocato Luigi e di Luisa Ascalone di Galatina.
Allievo della Scuola militare Nunziatella di Napoli, passò, nel 1929, a frequentare la Regia Accademia di Artiglieria e Genio di Torino uscendone nel settembre 1932, con il grado di sottotenente in servizio permanente effettivo nell'arma di artiglieria. Frequentata la Scuola di applicazione d'arma, fu destinato, con il grado di tenente al 4º Reggimento artiglieria da campagna assegnato alla 2ª batteria obici da 100/17 come subalterno. Nel 1936 assunse il comando della 10ª batteria da 75/13 someggiata e quindi della batteria di accompagnamento da 65/17 del 26º Reggimento fanteria. Tre anni dopo, il 26 settembre 1939, partì per la Libia con il 20º Reggimento artiglieria di Corpo d'armata. Dopo lo scoppio della seconda guerra mondiale gli venne affidato il comando della 2ª batteria da 75/27 contraerea. Nel settembre 1940, a guerra con la Gran Bretagna già iniziata, fu promosso capitano.
Morì nel dicembre successivo, durante un'azione difensiva in cui, rimasti uccisi quasi tutti i suoi uomini, continuò l'azione sostituendosi egli stesso al servente del pezzo. Per tale azione, alla memoria, fu decorato con la medaglia d'oro al valor militare.

### Annotazioni
1. ↑  Come giovane sottotenente fu inviato a Sabaudia, dove a tutt'oggi vi è una palazzina della caserma Santa Barbara intestata a suo nome.

### Fonti
1. ↑  Gruppo Medaglie d'Oro al Valore Militare 1965, p. 498.
2. 1 2 3 4 5 6 7  Combattenti Liberazione.
3. ↑   Di Castri, Giovanni, su quirinale.it, Presidenza della Repubblica Italiana. URL consultato il 19 luglio 2020.
4. ↑  Registrato alla Corte dei conti il 3 luglio 1947, Esercito registro 15, foglio 103.